# Dynamitgubbarna
Dynamitgubbarna (danska: Olsen-banden ser rødt) är en dansk komedifilm från 1976 i regi av Erik Balling som också skrev manus med Henning Bahs. Det är den åttonde i serien av Olsen-banden filmer.

## Handling
Olsen-banden blir lurade på en kinesisk vas av en dansk baron, samtidigt som Kjeld och Yvonnes son Børge ska gifta sig.
Ligaledaren Egon Olsen beslutar sig för att hämnas på baronen. Efter mycket trubbel lyckas ligan bryta sig på Det Kongelige Teater under pågående föreställning och stjäla vasen.

## Om filmen

### Norsk version
Filmen Olsenbanden i full fart är en norsk version av denna film som kom ut samma år.

### Biljettförsäljning
Under senare dansk filmhistoria är det den bäst säljande danska filmen med 1,2 miljoner sålda biljetter och enligt Danmarks statistik (2013) har bara Titanic och Sagan Om Ringen sålt fler biljetter. Filmer inspelade på 1940-talet, som till exempel De røde heste, har dock haft större publik.

## Rollista
- Ove Sprogøe – Egon
- Morten Grunwald – Benny
- Poul Bundgaard – Kjeld
- Kirsten Walther – Yvonne
- Jes Holtsø – Borge
- Lene Brøndum – Fie
- Bjørn Watt Boolsen – baron Ulrik Frederik Christian Løvenwold
- Ove Verner Hansen – biff
- Ejner Federspiel – Joachim
- Else Marie Hansen – kock
- Axel Strøbye – detektiv Jensen
- Ole Ernst – polis Holm
- Buster Larsen – mästerkocken
- Ernst Meyer – kock
- Bent Mejding – dirigent
- Freddy Koch – holländsk samlare
- Edward Fleming – chaufför för den holländske samlaren
- Claus Nissen – huvudpsykolog Mathias Galie
- Palle Huld – porrdirektör Hallandsen
- Asbjørn Andersen – Kristian IV vid Kungliga Teatern
- Karl Stegger – brandvakt
- Poul Thomsen – taxichaufför
- Søren Rode – kurir från Ordenskapitlet[4]